# Corinne Desarzens
Corinne Desarzens (Sète, 27 de agosto de 1952) es una escritora y periodista de doble nacionalidad suiza y francesa.

## Biografía
Corinne Desarzens, hija de padres suizos, estudió un grado de lengua rusa y comenzó como periodista. Trabajó para los diarios La Tribune de Genève y para el Journal de Genève.
Es autora de numerosas novelas, entre ellas Il faut se méfier les paysages, Bleu diamant o Aubeterre; de un pequeño ensayo de largo título: Deux doigts de prunelle dans un verre à bourbon; de dos libros de relatos: Carnet madécasse y Pain trouvé. En 2003, apareció en Editions du Laquet su libro Sirènes d'Engadine. Más tarde, Tabac de Havane évoluant vers le chrysanthème, ed. du Rocher, 2008,Le gris du Gabon, ed. de l'Aire, 2010, y en 2011 Un roi, ed. Grasset et Fasquelle.
Recibió el Premio Schiller de 1990, el premio Jubileo de 1991, el Premio Rambert en 2001 por su novela Diamante azul, publicada en 1998, y el Premio de la Biblioteca para todas 1995.
En 2017, publicó tres títulos: Couilles de velours, Le soutien-gorge noir y Honorée Mademoiselle.

## Obras
- Il faut se méfier des paysages, Éditions de l'Aire, 1989.
- Deux Doigts de Prunelle dans un Verre à Bourdon, éd. de l'Aire, 1989.
- Carnet Madécasse, éd. de l'Aire, 1991.
- Aubeterre, éd. de l'Aire, 1994.
- Pain trouvé, éd. de l'Aire, 1995.
- Ireland Black & White, textes sur 80 photos de Jean Scheim, éd. Black and White, 1997.
- Bleu Diamant, éd. de L'Aire, 1998.
- Mon bon ami, éd. de l'Aire, cop. 2000.
- Ultima latet, Éditions Métropolis, 2000.
- La langue et le politique : enquête auprès de quelques écrivains suisses de langue française, éd., conc. et préf. par Patrick Amstutz, postf. de Daniel Maggetti, éd. de L'Aire, Vevey, 2001, p. 112-115.
- Je voudrais être l'herbe de cette prairie, éd. de L'Aire, 2002.
- Je suis tout ce que je rencontre, éd. de L'Aire, 2002.
- Sirènes d'Engadine, éd. du Laquet, 2003.
- Carnet madécasse, éd. de l'Aire, 2004.
- Poisson-Tambour, Bernard Campiche Éditeur, 2006.
- Tabac de Havane évoluant vers le chrysanthème, Éditions du Rocher, 2008.
- Le gris du Gabon, éd. de l'Aire, 2010.
- Récits sur Assiette, Bernard Campiche éditeur, 2010.
- Un roi, Éditions Grasset & Fasquelle, 2011.
- Dévorer les pages, éd. d'autre part, 2013.
- Couilles de velours, éd. d’autre part, 2017.[2]
- Honorée Mademoiselle, éd. de L’Aire, 2017.
- Le soutien-gorge noir, éd. de L’Aire, 2017.

## Recompensas
- 1990 Premio Schiller por Dos Dedos de Pupila en un Vaso a Bourdon, Area, 1989.
- 1995 Premio Bibliomedia por Aubeterre, Area, 1994.
- 2001 Premio Rambert por Diamante azul, Area, 1998.
- 2008 Premio Alpes Jura por Tabaco de Havane evolucionando hacia chrysanthème, Rocher, 2008
- 2012 Premio Lipp por Un rey, Grasset y Fasquelle, 2011.